# Simon Lake
Simon Lake (4. září 1866 Pleasantville, New Jersey – 23. červen 1945 Milford, Connecticut) byl americký konstruktér a průkopník stavby moderních ponorek. Je autorem více než 200 patentů. Jeho společnost Lake Torpedo Boat Company pro americké námořnictvo v letech 1909–1922 navrhla a postavila celkem 33 ponorek.

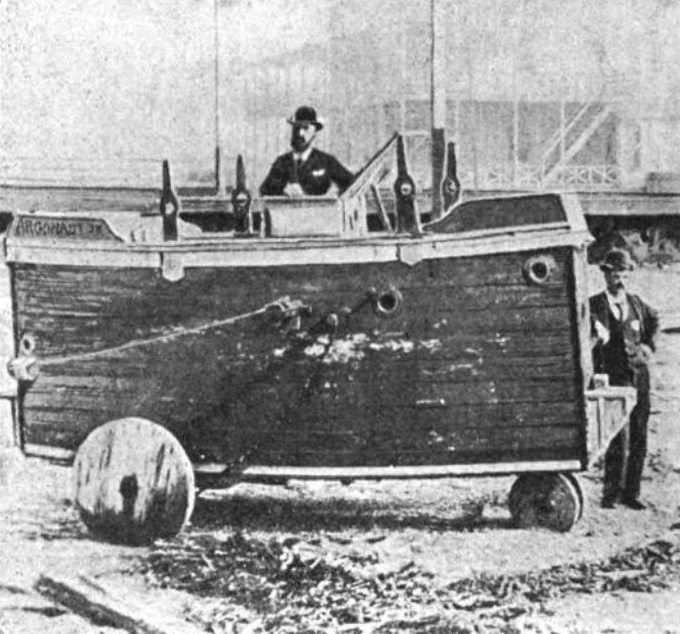
První Lakem postavená ponorka Argonaut Junior

Lake byl synem podnikatele Christophera J. Lakea a vnukem Simona Lakea, jednoho ze zakladatelů měst Atlantic City a Ocean City ve státě New Jersey. V roce 1894 postavil svou první ponorku Argonaut Junior, jejíž úspěch ho o rok později vedl k založení společnosti Lake Submarine Company. První konstrukcí nové firmy se stala ponorka Argonaut I z roku 1898. Ta se stala první ponorkou schopnou plavby na otevřeném moři.